# Henry Simmons
Henry Oswald Simmons, Jr. (sinh ngày 1 tháng 7 năm 1970) là nam diễn viên người Mỹ. Anh được biết đến với vai Baldwin Jones trong NYPD Blue từ năm 2000–2005, và vai Alphonso "Mack" MacKenzie trong Agents of S.H.I.E.L.D..

## Đời tư
Henry kết hôn với nữ diễn viên Sophina Brown vào tháng 5 năm 2010.